# Яхмос I
Яхмос І Небпехтіра, іноді Ахмос I (також відомий грецький варіант — Амасіс, Амасос) (1550–1525 роки до н. е.) — фараон-засновник XVIII династії, спадкоємець незалежного від гіксосів царя Уасета Камоса.

## Життєпис
Близько 1580 року до н. е. йому вдалось вигнати гіксосів та знову об'єднати Єгипет. Провів енергійні та успішні реформи з відновленням і подальшим розвитком економіки, адміністрації, війська. Звільнення від гіксосів та об'єднання країни цим фараоном поклало початок добі Нового царства.
Створив значний флот та велику боєздатну армію, до лав якої входили й запозичені у гіксосів колісниці. Після низки битв на суші й на водах Нілу підступив до ворожої столиці, Аваріса, і штурмом узяв його. Переслідуючи гіксосів, вторгся до південного Ханаану. Протягом кількох років тримав в облозі місто-фортецю Шарухен — останню твердиню гіксосів у безпосередній близькості до Єгипту. Після взяття Шарухена й остаточного знищення гіксоської загрози повернувся з військами до Єгипту. Однак на цьому війна не припинилась — пропливши Нілом усю країну, він вторгся до Північної Нубії де розгромив коаліцію місцевих племен. Після тих двох походів Яхмос І також успішно придушив кілька повстань всередині країни.